# Spinarge metallica
Spinarge metallica är en stekelart som först beskrevs av Johann Christoph Friedrich Klug 1834.  Spinarge metallica ingår i släktet Spinarge, och familjen borsthornsteklar. Arten har ej påträffats i Sverige.